# Лејла Самарај
Лејла Самарај такође и као Leila Samarrai Mehdi, (Крагујевац, 1976) књижевница и преводилац је српско-арапског порекла. Пише поезију, приче, драме и романе са честим коришћењем фантастике и хумора.
Студирала је шпански језик и хиспанске књижевности. У књижевности је дебитовала 2002. године, победом на конкурсу за прву књигу Студентског културног центра у Крагујевцу. Осим на српском језику, мање радове је објављивала на мађарском и шпанском. Живи и ради у Београду.

## Избор из библиографије
Већа дела:
- Мрак ће разумети (збирка песама), Студентски културни центар, Крагујевац. 2002.  978-86-7398-010-2.
- Лутке (драма), библиотека „Савремена српска драма“, електронско издање, Пројекат Растко, 2009.
- Авантуре Бориса К. (збирка прича), „Еверест медиа“, Београд. 2013.  978-86-7756-028-7.

Краћа дела:
У штампаној форми приче је објавила у зборнику Најкраћа прича („Алма”, 2010) и часописима Квартал, Mons Auerus, Носорог и Кораци.
Прозу, поезију и афоризме објављује у електронском облику у оквиру више специјализованих сајтова: „Пројекат Растко — Библиотека српске културе на Интернету“, „Балкански књижевни гласник“, „Мрежа креативних људи“, „Белег“ , „Јово Николић“, „Носорог“, „Зетна“, „Афирматор“  Архивирано на веб-сајту  (20. новембар 2018), „Helly Cherry“  и др.

## Награде и признања
- Прва награда на конкурсу Едиције „Првенац“ Студентског културног центра, Крагујевац, 2002.
- Три награде на конкурсу „357 — Прича за трен“, Београд, 2011.
- Треће место за фантастични афоризам „Звезде и ми“, 2011. (као представница Србије)
- Треће место на конкурсу „Белега“ за кратку фантастичну причу, 2011.